# Ярославская ТЭС
Ярославская ТЭС (Хуадянь-Тенинская ТЭЦ)— теплоэлектроцентраль, расположенная в пригороде Ярославля около станции Тенино. ТЭЦ принадлежит ООО «Хуадянь-Тенинская ТЭЦ» 49 % акций которого владеет ПАО «ТГК-2», а 51 % принадлежит китайской корпорации Хуадянь.

## Строительство ТЭЦ
Используемые парогазовые технологии обеспечивают КПД до 51,5 % против 40 % у электростанций паросилового цикла аналогичной мощности. Предполагается, что также будут достигнуты 25 % экономия топлива, 30 % снижение объёмов выбросов в атмосферу, а загрязнённые стоки практически исчезнут.
Это совместный проект российской «ТГК-2» и китайской корпорации «Хуадянь», финансовым консультантом по привлечению займа для финансирования проекта должен выступить китайский банк ICBC. Стоимость строительства составит около 20 миллиардов рублей, из которых около 70 % планируется добыть на финансовом рынке, остальное — средства «ТГК-2» и «Хуадянь».
Первый камень был торжественно заложен в сентябре 2011 года. Изначально ввод в эксплуатацию планировался в 2013 году. По данным ноября 2015 года, ввод в эксплуатацию ожидался в декабре 2016 года. В январе 2017 года станция не прошла проверку Ростехнадзора, поэтому её ввод был в очередной раз отложен.
Ярославская ТЭС введена в эксплуатацию 20 июня 2017 года. Станция позволит решить вопрос с энергодефицитом в Ярославской области, а также обеспечить теплом весь Северный жилой район Ярославля.

## Перечень основного оборудования
| Агрегат                                    | Тип                         | Изготовитель                         | Количество | Ввод в эксплуатацию | Основные характеристики | Основные характеристики | Источники    |
| Агрегат                                    | Тип                         | Изготовитель                         | Количество | Ввод в эксплуатацию | Параметр                | Значение                | Источники    |
| ------------------------------------------ | --------------------------- | ------------------------------------ | ---------- | ------------------- | ----------------------- | ----------------------- | ------------ |
| Оборудование парогазовой установки ПГУ-450 |                             |                                      |            |                     |                         |                         |              |
| Газовая турбина                            | ГТЭ-160                     | Силовые машины (по лицензии Siemens) | 2          | 2017 г.             | Топливо                 | газ, дизельное топливо  | [ 9 ] [ 10 ] |
| Газовая турбина                            | ГТЭ-160                     | Силовые машины (по лицензии Siemens) | 2          | 2017 г.             | Установленная мощность  | 156,2 МВт; 157,7 МВт    | [ 9 ] [ 10 ] |
| Газовая турбина                            | ГТЭ-160                     | Силовые машины (по лицензии Siemens) | 2          | 2017 г.             | tвыхлопа                | 537 °C                  | [ 9 ] [ 10 ] |
| Котёл-утилизатор                           | Пр-225/44-7,76/0,89-510/216 | «ЗиО-Подольск»                       | 2          | 2017 г.             | Производительность      | 225 т/ч                 | [ 9 ]        |
| Котёл-утилизатор                           | Пр-225/44-7,76/0,89-510/216 | «ЗиО-Подольск»                       | 2          | 2017 г.             | Параметры пара          | 77 кгс/см2, 510 °С      | [ 9 ]        |
| Котёл-утилизатор                           | Пр-225/44-7,76/0,89-510/216 | «ЗиО-Подольск»                       | 2          | 2017 г.             | Тепловая мощность       | — Гкал/ч                | [ 9 ]        |
| Паровая турбина                            | LN-150-7,6-0,84             | Харбинский турбинный завод, Китай    | 1          | 2017 г.             | Установленная мощность  | 150 МВт                 | [ 9 ]        |
| Паровая турбина                            | LN-150-7,6-0,84             | Харбинский турбинный завод, Китай    | 1          | 2017 г.             | Тепловая нагрузка       | — Гкал/ч                | [ 9 ]        |